# ジャン・ニコ研究所
ジャン・ニコ研究所（Institut Jean-Nicod、IJN）は、フランス国立科学研究センター人文社会科学研究所傘下の研究所。分析哲学の他、言語学、認知科学、社会科学の研究を行う。

## 概要
研究所の名は分析哲学者のジャン・ニコに由来する。大陸哲学が支配的なフランスで、分析哲学研究の中心地となっている。
パリ高等師範学校及び社会科学高等研究院と提携している。